# 新市太平桥
新市太平桥，为位于中国浙江省湖州市德清县新市镇的一座花岗岩石桥。唐宋重建时改为石桥，现存的太平桥系1895年重建，长16米，宽2.5米，雕刻精雅，桥联为晚清书法家俞樾的隶书：“水椄三潭环如玉带，路通九陌固苦金堤”和“市尘要道路接东西，舟楫通渠港分南北”。习俗为保太平，婚嫁喜事和婴儿满月必过此桥。2006年9月4日公布为第二批德清县文物保护单位。